# Borger (Texas)
Borger è un centro abitato degli Stati Uniti d'America situato nella contea di Hutchinson dello Stato del Texas.
La popolazione era di 13.251 persone al censimento del 2010.

## Geografia fisica
Secondo lo United States Census Bureau, Borger ha una superficie totale di 8,77 miglia quadrate (22,7 km²).

## Società

### Evoluzione demografica
Secondo il censimento del 2010 c'erano 13.251 persone, 5.591 nuclei familiari e 3.997 famiglie residenti nella città. La densità di popolazione era di 1.637,9 persone per miglio quadrato (632,5/km²). C'erano 6.462 unità abitative a una densità media di 740,1 per miglio quadrato (285,8/km²). La composizione etnica della città era formata dall'80,6% di bianchi, il 3,6% di afroamericani, l'1,7% di nativi americani, lo 0,43% di asiatici, lo 0,03% di isolani del Pacifico, il 9,36% di altre razze, e il 2,44% di due o più etnie. Ispanici o latinos di qualunque razza erano il 19,70% della popolazione.
C'erano 5.591 nuclei familiari di cui il 34,9% aveva figli di età inferiore ai 18 anni, il 57,9% aveva coppie sposate conviventi, il 10,0% aveva un capofamiglia femmina senza marito, e il 28,5% erano non-famiglie. Il 26,5% di tutti i nuclei familiari erano individuali e il 13,2% aveva componenti con un'età di 65 anni o più che vivevano da soli. Il numero di componenti medio di un nucleo familiare era di 2,52 e quello di una famiglia era di 3,204.
La popolazione era composta dal 27,8% di persone sotto i 18 anni, il 9,8% di persone dai 18 ai 24 anni, il 25,4% di persone dai 25 ai 44 anni, il 20,9% di persone dai 45 ai 64 anni, e il 16,1% di persone di 65 anni o più. L'età media era di 36 anni. Per ogni 100 femmine c'erano 95,3 maschi. Per ogni 100 femmine dai 18 anni in giù, c'erano 91,2 maschi.
Il reddito medio di un nucleo familiare era di 34.653 dollari e quello di una famiglia era di 40.417 dollari. I maschi avevano un reddito medio di 39.207 dollari contro i 19.654 dollari delle femmine. Il reddito pro capite era di 16.869 dollari. Circa il 9,7% delle famiglie e il 12,0% della popolazione erano sotto la soglia di povertà, incluso il 15,4% di persone sotto i 18 anni e il 6,3% di persone di 65 anni o più.